# Portezuelo (Cáceres)

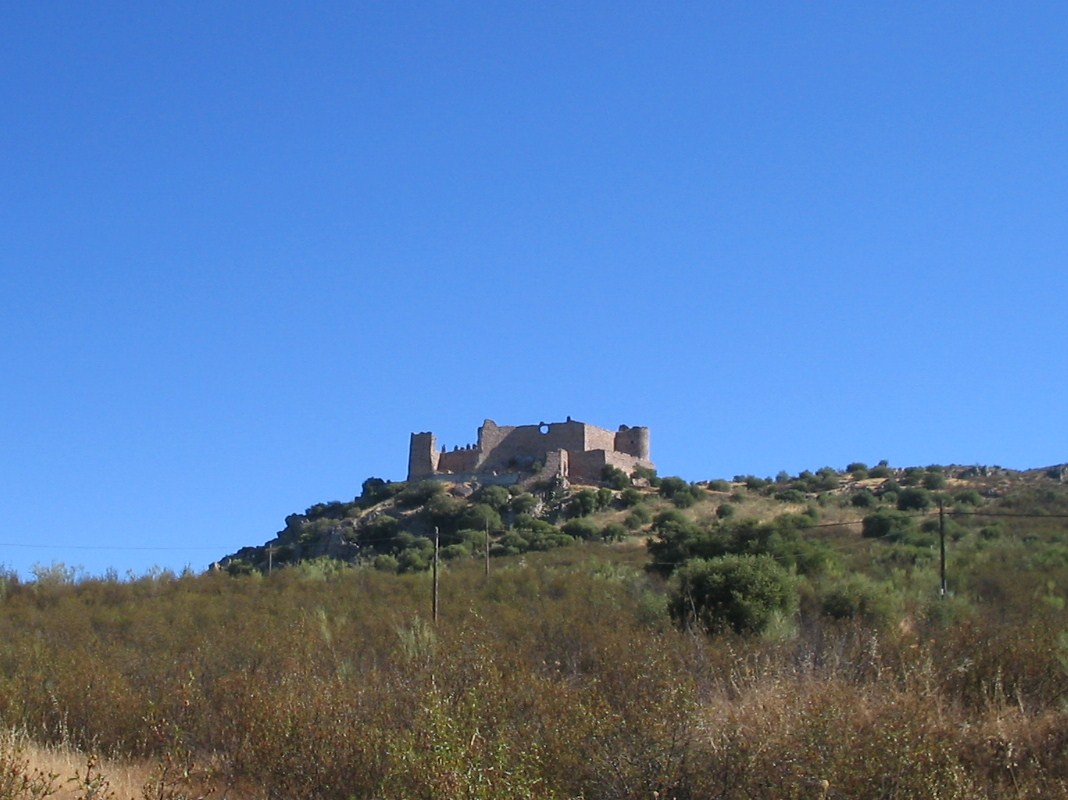
Burg (castillo) von Portezuelo

Portezuelo ist ein westspanischer Ort und eine Gemeinde (municipio) mit nur noch 206 Einwohnern (Stand: 2024) im Nordwesten der Provinz Cáceres in der Autonomen Gemeinschaft Extremadura.

## Lage
Der Ort Portezuelo liegt zwischen den Flüssen Alagón und Tajo knapp 50 km (Fahrtstrecke) nördlich der Provinzhauptstadt Cáceres in einer Höhe von ca. 360 m; die alte Bischofsstadt Coria ist nur gut 20 km in nordwestlicher Richtung entfernt. Das Klima ist gemäßigt bis warm, Regen (ca. 550 mm/Jahr) fällt hauptsächlich im Winterhalbjahr.

## Bevölkerungsentwicklung
| Jahr      | 1857 | 1900 | 1950 | 2000 | 2021 |
| Einwohner | 650  | 632  | 804  | 312  | 220  |

Der deutliche Bevölkerungsrückgang seit den 1950er Jahren ist im Wesentlichen auf die Mechanisierung der Landwirtschaft sowie auf die Aufgabe von bäuerlichen Kleinstbetrieben („Höfesterben“) und den damit einhergehenden Verlust an Arbeitsplätzen zurückzuführen.

## Wirtschaft
Auf den ausgedehnten Flächen der Umgebung werden hauptsächlich Rinder gezüchtet. Die zahlreichen Stein- und Korkeichen in der Umgebung dienen zur Schweinemast. Ackerbau ist nur in geringem Umfang möglich.

## Geschichte
Wahrscheinlich war der Platz bereits in vorgeschichtlicher Zeit besiedelt; auch die Römer, Westgoten und Mauren hinterließen Spuren. Nach der Rückeroberung (reconquista) durch die Christen im Jahr 1147 kamen der Ort und sein Umland in den Besitz des Templerordens, doch im Jahr 1196 nahmen die berberischen Almohaden das Gebiet ein. Ein Jahr nach der siegreichen Schlacht bei Las Navas de Tolosa (1212) eroberten die Truppen Alfons IX. von León das Gebiet erneut; danach hatte der Alcántaraorden jahrhundertelang bis zu seiner Auflösung in der Zeit um 1500 die Macht über den Ort inne (siehe Ortswappen).

## Sehenswürdigkeiten
- Der Bau der bereits im 12. Jahrhundert begonnenen einschiffigen Iglesia de Santa Maria wurde erst im 16. bis 18. Jahrhundert vollendet. Mittlerweile wird sie nicht mehr genutzt.
- Ein um 1970 entstandener Neubau hat die Funktion der alten Kirche übernommen.
- In der Nähe der alten Kirche steht eine Gerichtssäule (rollo) des 16. oder 17. Jahrhunderts.
- Die Ermita del Cristo del Humilladero ist ein Bau des 18. Jahrhunderts.

Umgebung
- Die Ruine der auch Castillo de Marmionda genannten Burg des Alcántaraordens liegt auf einer Anhöhe ca. 500 m südlich der Stadt.